# Islands Brygge
Islands Brygge o Bryggen es un sector de Copenhague, Dinamarca, localizado en la costa noroeste de Amager. Alberga, entra otras cosas, la facultad de humanidades de la Universidad de Copenahague y el primer casino de Dinamarca, ubicado en el Radisson SAS hotel.
Antes era conocido como un barrio conflictivo debido a la actividad delictual que prosperaba alrededor del puerto entre la década de los 70 y 80.
Hoy en día se le conoce como el "Manhattan de Copenhague", ya que rápidamente se ha ido convirtiendo en uno de los barrios más caros en donde vivir.

## Personajes ilustres
- Natasja Saad
- Mikkel Kessler

- Datos: Q3351817
- Multimedia: Islands Brygge / Q3351817